# A Division 1969-1970 (Irlanda)
La stagione 1969-1970 è stata la quarantanovesima edizione della League of Ireland, massimo livello del calcio irlandese.

## Classifica finale
|                    | Pos. | Squadra         | Pt | G  | V  | N | P  | GF | GS | DR  |
| ------------------ | ---- | --------------- | -- | -- | -- | - | -- | -- | -- | --- |
| Irlanda (bandiera) | 1.   | Waterford       | 38 | 26 | 16 | 6 | 4  | 55 | 33 | +22 |
|                    | 2.   | Shamrock Rovers | 36 | 26 | 14 | 8 | 4  | 55 | 29 | +16 |
|                    | 3.   | Cork Hibernians | 35 | 26 | 13 | 9 | 4  | 35 | 20 | +15 |
|                    | 4.   | Limerick        | 30 | 26 | 12 | 6 | 8  | 35 | 24 | +11 |
|                    | 5.   | Dundalk         | 30 | 26 | 12 | 6 | 8  | 42 | 37 | +5  |
|                    | 6.   | Shelbourne      | 27 | 26 | 10 | 7 | 9  | 38 | 22 | +16 |
|                    | 7.   | Finn Harps      | 26 | 26 | 10 | 6 | 10 | 48 | 51 | -3  |
|                    | 8.   | Sligo Rovers    | 26 | 26 | 11 | 4 | 11 | 37 | 41 | -4  |
|                    | 9.   | Cork Celtic     | 22 | 26 | 6  | 6 | 12 | 34 | 38 | -4  |
|                    | 10.  | Athlone Town    | 22 | 26 | 9  | 4 | 13 | 40 | 49 | -9  |
|                    | 11.  | Bohemians       | 20 | 26 | 8  | 4 | 14 | 39 | 45 | -6  |
|                    | 12.  | Drogheda        | 19 | 26 | 5  | 9 | 12 | 26 | 37 | -11 |
|                    | 13.  | St Patrick's    | 17 | 26 | 8  | 1 | 17 | 35 | 54 | -19 |
|                    | 14.  | Drumcondra      | 16 | 26 | 5  | 6 | 15 | 35 | 64 | -29 |

Legenda:

         Campione d'Irlanda 1969-1970 e qualificata in Coppa dei Campioni 1970-1971
         Vincitrice della FAI Cup e qualificata in Coppa delle Coppe 1970-1971 
         Qualificate in Coppa delle Fiere 1970-1971
Note:
Due punti a vittoria, uno a pareggio, zero a sconfitta.

## Statistiche

### Primati stagionali
| Record - Maggior numero di vittorie: Waterford (16) - Minor numero di sconfitte: Waterford, Shamrock Rovers e Cork Hibernians (4) - Miglior attacco: Waterford e Shamrock Rovers (55) - Miglior difesa: Cork Hibernians (20) - Miglior differenza reti: Waterford (+22) - Maggior numero di pareggi: Drogheda (9) - Minor numero di vittorie: St Patrick's (1) - Maggior numero di sconfitte: St Patrick's (17) - Peggiore attacco: Cork Celtic (34) - Peggior difesa: Drumcondra (64) - Peggior differenza reti: Drumcondra (-29) |